# Observación del tránsito de Venus de 1769 desde Tahití

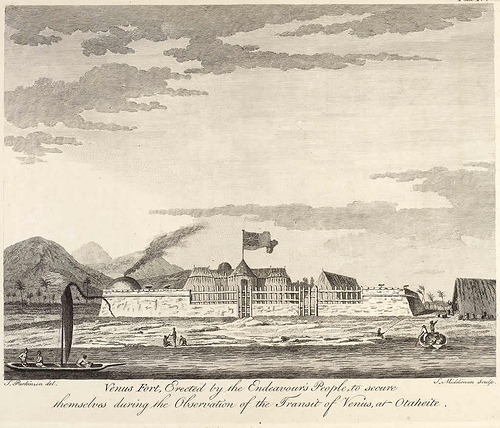
Ubicación del Fuerte Venus en la isla de Tahití.

El 3 de junio de 1769 el navegante inglés James Cook, el astrónomo británico Charles Green y el naturalista sueco Daniel Solander observaron y grabaron el tránsito de Venus en la isla de Tahití durante el primer viaje de Cook alrededor del mundo. Durante un tránsito, Venus aparece como un pequeño disco negro viajando a través del Sol. Este fenómeno astronómico inusual tiene lugar en un patrón que se repite cada 243 años. Incluye dos tránsitos con ocho años de diferencia, separados por pausas de 121,5 y 105,5 años (el modelo real es más complicado y cambia a lo largo de muchos milenios, los años considerados tendrán una validez de unos pocos miles de años). Estos hombres, junto con un equipo de científicos, fueron comisionados por la Royal Society de Londres con el objetivo principal de ver el tránsito de Venus, no solo porque sus hallazgos ayudarían a expandir el conocimiento científico, sino que sería de ayuda con la navegación calcular con precisión la longitud del observador. En ese momento, la longitud era difícil de determinar y no siempre precisa. Una «misión secreta» siguió a la de tránsito, e incluía la exploración del Pacífico Sur para encontrar la legendaria Terra Australis Incognita o «tierra desconocida del sur».

## Antecedentes
En 1663, al matemático escocés James Gregory se le ocurrió la idea de la paralaje solar mediante el uso de tránsitos de Venus o de Mercurio para determinar la unidad astronómica. En la edición 1716 de la Philosophical Transactions of the Royal Society, Edmund Halley ilustra y explica con más detalle la teoría de Gregory y cómo se podría establecer la distancia entre la Tierra y el Sol. En su informe, Halley propuso lugares donde debería verse un tránsito completo por un "cono de visibilidad." Esos lugares incluían la Bahía de Hudson, Noruega y las Islas Molucas. Los próximos tránsitos se produjeron en 1761 y 1769. Halley murió en 1742, casi veinte años antes del tránsito.
La observación del tránsito de 1761 implicó el esfuerzo de 120 observadores de nueve naciones. Thomas Hornsby informó que fueron un fracaso, debido principalmente a las malas condiciones meteorológicas. Alertó a la Royal Society en 1766 de los preparativos necesarios para iniciar el tránsito de 1769. Su publicación en las Philosophical Transactions de la Royal Society en 1766 centró la atención en el "cono de visibilidad", indicando, como Halley, algunos de los mejores lugares para observar el tránsito. la Royal Society se jactó de que los británicos "no eran inferiores a ninguna nación en la tierra, antigua o moderna" y estaban dispuestos a hacer otro intento.
Al elegir un lugar para la observación del tránsito, la Royal Society básicamente eligió los lugares que Halley sugirió en su artículo de 1716. El comité recomendó que el tránsito se observara a partir de tres puntos: el Cabo Norte, en el extremo ártico de Noruega, Fort Churchill en la bahía de Hudson de Canadá y una isla adecuada en el Pacífico Sur. Indicaron que iban a enviar dos observadores competentes a cada lugar. El rey Jorge III aprobó el proyecto y dispuso que la Armada facilitara los buques. La Sociedad asignó 4 000 libras para ayudar con los gastos.

## Elección de una isla, un barco y un capitán
En junio de 1767, el navegante británico Samuel Wallis fue el primer europeo en conocer Tahití. Wallis regresó de su viaje a tiempo para ayudar a la Royal Society a decidir que sería un lugar ideal para observar el tránsito de Venus. Una gran ventaja era que Tahití fue una de las pocas islas en el Pacífico Sur de la que sabían la longitud y latitud. El Almirantazgo no estaba realmente interesado en el Pacífico Sur cuando el tránsito de Venus tuvo lugar, sino en la misión "secreta" que se reveló después de la observación del tránsito de Venus: la búsqueda del supuesto continente sur. Seleccionaron el HMS Endeavour para llevar a los astrónomos y otros científicos a Tahití. James Cook fue comisionado como teniente y nombrado comandante de la nave. Cook fue la elección obvia porque era un marinero excepcional con calificaciones de navegación, un astrónomo capaz y había observado el tránsito en Canadá para la Royal Society.

## Preparación para el tránsito
Una vez que el Endeavour llegó a la isla, Cook decidió crear el Observatorio del tránsito de Venus en la orilla. Se requería una plataforma completamente estable que el buque no podía proveer y mucho espacio para trabajar. La ubicación del observatorio sería conocido como "Fuerte Venus". Se eligió para el sitio una lengua de arena en el extremo noreste de la bahía de Matavai. Comenzaron a construirlo dos días después de su llegada, marcando un perímetro. Tenía terraplenes en tres de los lados adyacentes a los canales profundos. Reunieron madera para construir empalizadas que superaron los movimientos de tierra. Para la estabilidad se utilizaron los contenedores de la nave que llenaron con arena húmeda. El lado este de la fortaleza miraba al río. De la nave trajeron armas montadas. Ensamblaron una entrada y dentro de esta fortificación se colocaron cincuenta y cuatro tiendas de campaña donde se encontraba la tripulación, los científicos y los oficiales, así como el observatorio, el equipo del herrero y una cocina. Cook envió una expedición dirigida por Zachary Hickes a un punto en la costa este de la isla para observaciones adicionales. John Gore llevó otro grupo de treinta y ocho más a una isla vecina de Eimeo (Moorea). Ambos fueron informados y suministrados del equipo necesario.

## El día del tránsito

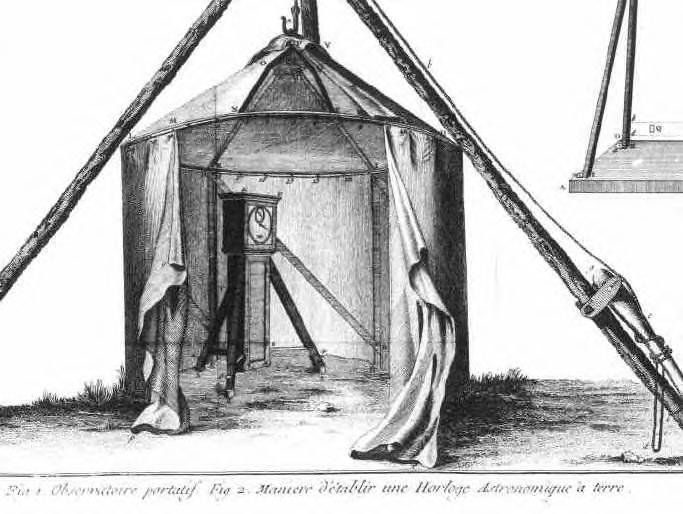
Observatorio móvil usado por el Captain Cook.

Los observadores recibieron la orden de registrar el tránsito en cuatro fases del tránsito. La primera fase fue cuando Venus comenzó a «tocar» el borde exterior del sol. En la segunda fase, Venus estaba completamente en el disco del Sol, pero aún estaba «tocando» el borde exterior. En la tercera fase, Venus cruzó el Sol, todavía completamente dentro del disco, pero «tocando» el borde opuesto. Finalmente en la cuarta fase, Venus había salido, pero aún estaba «tocando» su borde exterior.
En el día del tránsito, el cielo estaba despejado. Cook, Green y Solander hicieron mediciones independientes con sus propios telescopios. Debido a la rareza del caso, era importante tener un registro exacto. El próximo tránsito no se produciría hasta 1874.
Cook escribió en su diario:

Este día se mostró tan favorable para nuestro propósito como pudiéramos haberlo deseado, ni una Nube se vio en todo el día y el Aire estaba perfectamente claro, de modo que tuvimos todas las ventajas que podríamos desear para Observar la totalidad del tránsito del Planeta Venus sobre el disco del Sol: pudimos distinguir una Atmósfera o sombra oscura alrededor del cuerpo del Planeta que perturbó los tiempos de contacto, particularmente los dos internos. El Dr. Solander observó así como el Sr. Green y yo, y diferimos entre nosotros en observar los tiempos de los Contactos mucho más de lo que cabría esperar. El telescopio del Sr. Green y el mío tenían el mismo Aumento, mientras que el del doctor era mayor que el nuestro.

El registro del momento exacto de las fases fue imposible debido a un fenómeno llamado «efecto de la gota negra». Originalmente, se creía que el efecto provenía de la densa atmósfera de Venus, pero la turbidez era demasiado extensa para que este fuera el motivo. Estudios recientes revelan que en realidad es la turbulencia en la atmósfera terrestre que conduce a ver manchas en Venus.

## Resultado de las observaciones

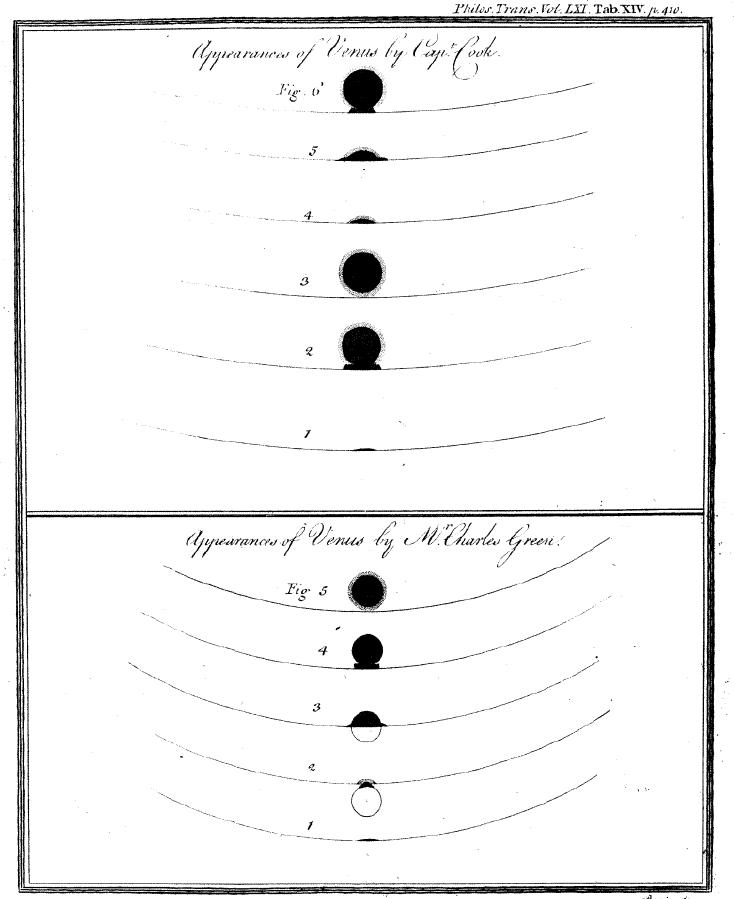
Bocetos del tránsito de Venus de 1769por el Capitán James Cook y Charles Green, mostrando el efecto de la gota negra. Nótese la diferencia en los dibujos.

La Royal Society estaba muy decepcionada con los resultados de los datos recogidos en el tránsito y el informe de Cook. Los observadores de Tahití tuvieron problemas con el calendario de las fases y sus dibujos fueron inconsistentes. Más tarde se descubrió que esto era cierto también con los observadores en las otras localidades. Todos los observadores señalaron una neblina o "gota negra" que parecía seguir a Venus, por lo que era muy difícil registrar el momento de entrada y el de salida del Sol.
La Royal Society decidió culpar a Green por lo que creía que era un fallo en la observación, quien murió en el viaje de regreso a Inglaterra. El reproche de Cook fue tan fuerte que fue tomado de los procedimientos oficiales de la Sociedad. A Green no se le dio la oportunidad de presentar personalmente sus propios datos ni pudo defenderse por sí mismo.

## Comunidad científica
El artículo de Halley de 1716 llamaba a los observadores para presenciar el tránsito en varios lugares del mundo. La respuesta de la comunidad científica fue asombrosa. Hubo al menos 120 observadores en sesenta y dos puestos individuales para el tránsito de 1761. Las observaciones se realizaron no sólo en Europa, sino también en Calcuta, Tobolsk, en Siberia, el Cabo de Buena Esperanza y San Juan de Terranova, entre otros. La visión de 1769 también resultó ser un gran esfuerzo internacional. Incluso a pesar de la Guerra de los Siete Años entre Gran Bretaña y Francia, el Almirantazgo británico le concedió paso seguro al astrónomo francés, Alexandre Guy Pingré para ver el tránsito de 1761. Durante el viaje de Cook a Tahití, el gobierno francés instruyó a todos sus hombres de guerra no perjudicar al Endeavour, ya que era "de las empresas que le serían útiles a toda la humanidad". Con los tránsitos de Venus, los astrónomos del siglo XVIII, ilustraron la unidad en la comunidad científica.
No ocurrió lo mismo con los relevantes astrónomos Mason y Dixon, que fueron atacados por los franceses, mientras viajaban (sin éxito) a observar el tránsito de 1761 en Sumatra.

## Comparación de los resultados de 1769 con los modernos
Con los valores obtenidos a partir de la paralaje solar del tránsito de 1769, Hornsby escribió en Philosophical Transitions de diciembre de 1771 que "la distancia media entre la Tierra y el Sol (es) 93 726 900 millas inglesas". El valor basado en radares utilizado en la actualidad para la unidad astronómica es 92 955 000 millas. Esta es una diferencia de solo ocho décimas del 1%. Teniendo en cuenta los instrumentos con los que estos astrónomos tuvieron que trabajar, sus resultados fueron "absolutamente extraordinarios".